# Мильчаков, Алексей Юрьевич
Алексе́й Ю́рьевич Мильчако́в (род. 30 апреля 1991, Ленинград), известный под прозвищами Фриц и Серб — российский неонацист и военный наёмник, глава ДШРГ «Русич», участник российско-украинской войны и российской военной операции в Сирии. Открыто говорил о своих взглядах, известен публикацией в 2011 году фотографий с убийством щенка.

## Биография
В 2000-е годы Алексей Мильчаков входил в петербургское отделение неонацистской организации «Славянский союз» Дмитрия Дёмушкина.

### Убийство щенка
В 2011 году 20-летний неонацист Мильчаков, позиционировавший себя как фанат петербургского футбольного клуба «Зенит», опубликовал в социальной сети «ВКонтакте» фотографии, на которых он убивает щенка, потом отрезает ему голову и съедает его мясо. Публикация фотографий вызвала негодование пользователей Интернета, создавших петицию на сайте «Демократор», которую подписало больше трёх тысяч человек. Прокуратура Санкт-Петербурга начала доследственную проверку. В убийстве Мильчаков не раскаивался и в ответ на общественное возмущение писал в Интернете циничные комментарии:
У животных тоже есть права и я уважаю их право быть 1-вкусными, 2-прожаренными, 3-не иметь много жил и костей; сегодня ещё раз убедился, что собака не только друг человека, но и хороший шашлычок.
Несмотря на широкий общественный резонанс, уголовное дело по обвинению в живодёрстве против него открывать не стали, а сам Мильчаков на время исчез из Санкт-Петербурга.
На одной из опубликованных фотографий он позирует с флагом со свастикой и подписью: «Режь бомжей, щенков и детей! Убегай от шавок и сдавай своих». По данным издания Newsru.com, Мильчаков «признаётся, что не раз стрелял в антифашистов, для этого у него припасено травматическое оружие и два самозарядных охотничьих карабина модели „Сайга“».

### Участие в войне в Донбассе
В 2012—2013 годах проходил срочную службу в воздушно-десантных войсках, в 76-й десантно-штурмовой дивизии.
В 2014 году принял участие в войне на Донбассе с позывным «Серб». В интервью Егору Просвирнину Мильчаков заявил, что въехал туда в составе «небольшой группы русских националистов» и что поехал в Донбасс, «чтобы убивать», поскольку «чувствует азарт охотничий», и называл себя нацистом.
По данным украинской прокуратуры, Алексей Мильчаков воевал с июня 2014 года по август 2015 года во главе ДШРГ «Русич». В сентябре 2014 года он организовал засаду недалеко от посёлка Приветное Славяносербского района Луганской области, в результате которой погибло около 40 военнослужащих батальона «Айдар» и 80-й отдельной десантно-штурмовой бригады ВСУ.
По данным издания Meduza, Мильчаков воевал в составе отряда «Бэтмен» в Луганске и в боях за Донецкий аэропорт.
Во время войны в Донбассе он фотографировался на фоне трупов убитых украинцев. Также Мильчаков отрезал у убитых украинцев уши и вырезал на их телах «коловрат» (свастику с восемью лучами).
6 июля 2017 года Генпрокуратурой Украины на него было открыто уголовное дело по обвинениям в создании террористической группы, посягании на территориальную целостность Украины и ведении агрессивной войны. Среди прочего, ему вменялось причастность к убийству 40 украинских военнослужащих.

### В Сирии
В 2017 году издание «Фонтанка.ру» обнаружило Мильчакова на фотографиях участников российской операции в Сирии среди наёмников ЧВК «Вагнер». Издание отмечает, что ранее он заявлял, что ДШРГ «Русич» «не просто подразделение, а друзья, объединённые общей идеей», и отказывался подписать контракт с Народной милицией ДНР, утверждая, что «не является наёмником». В 2020 году распространилась фотография на которой был изображён мужчина в камуфляже в Сирии с заретушированным лицом, держащий в руках отрубленную голову. Анализ Bellingcat предположил, что этим человеком мог быть Алексей Мильчаков.

### Участие в полномасштабном вторжении
По данным Федеральной разведывательной службы Германии, с начала апреля 2022 года он принимает участие в полномасштабном вторжении России в Украину. В апреле 2022 года в YouTube-канале праворадикальной музыкальной группы «Русский стяг» появилось сообщение, что Мильчаков был «несерьёзно ранен».
В сентябре 2022 года Алексей Мильчаков опубликовал в своём Telegram-канале «Инструкцию по утилизации военнопленных ВСУ», в которой было рекомендовано коллективно убивать военнопленных, а также содержались прямые инструкции по применению пыток: отрубать пальцы и уши, а также советы, как шантажировать родственников убитых военнопленных, предлагая им выкупить координаты места захоронения убитого.

### Конфликт с МИД России
В июле 2023 года МИД РФ опубликовал пропагандистскую брошюру «Украина: новый центр мирового нацизма», в который изложены основные мифы и нарративы российской антиукраинской пропаганды. На одном из слайдов был размещён Мильчаков, держащий нацистский флаг. Алексей Мильчаков был назван как «Ян Мельников — член анархистской группировки «Пошуг»,  основатель группы «Беларусь» в составе «Правого сектора». В декабре 2023 года он подал гражданский иск против российского дипломатического ведомства.

## Общественная деятельность
В мае 2016 года издание «Наша Ніва» написало о проходивших под Москвой «пасхальных военно-патриотических молодёжных сборах», на которые возили белорусских детей и на которых инструктором был Мильчаков.

## Санкции
16 февраля 2015 года Алексей Мильчаков был внесён в санкционный список ЕС как командир сепаратистской группировки, участвовавшей в боевых действиях на Украине.
В 2022 году ДШРГ «Русич» и её командиры Алексей Мильчаков и Ян Петровский были внесены в санкционные списки США за проявленную «особую жестокость» в боях в Харьковской области.
Также Алексей Мильчаков внесён в санкционные списки Великобритании, Канады, Швейцарии, Австралии, Японии, Украины и Новой Зеландии.

## Награды
- Нагрудный знак «Доброволец Донбасса» (2016 год, от Союза добровольцев Донбасса, вручён главой Республики Крым Сергеем Аксёновым)[27][28].